# مالكوم كوري
مالكوم كوري (بالإنجليزية: Malcolm Currie)‏ (5 فبراير 1932 في المملكة المتحدة - 1996) هو لاعب كرة قدم بريطاني في مركز الدفاع. لعب مع برادفورد سيتي ونادي نيلسون وRutherglen Glencairn F.C. ‏.